# Sacramento (fleuve)
Le Sacramento est un fleuve d'environ 615 km qui coule dans l'État de Californie, dans l'ouest des États-Unis.

## Géographie

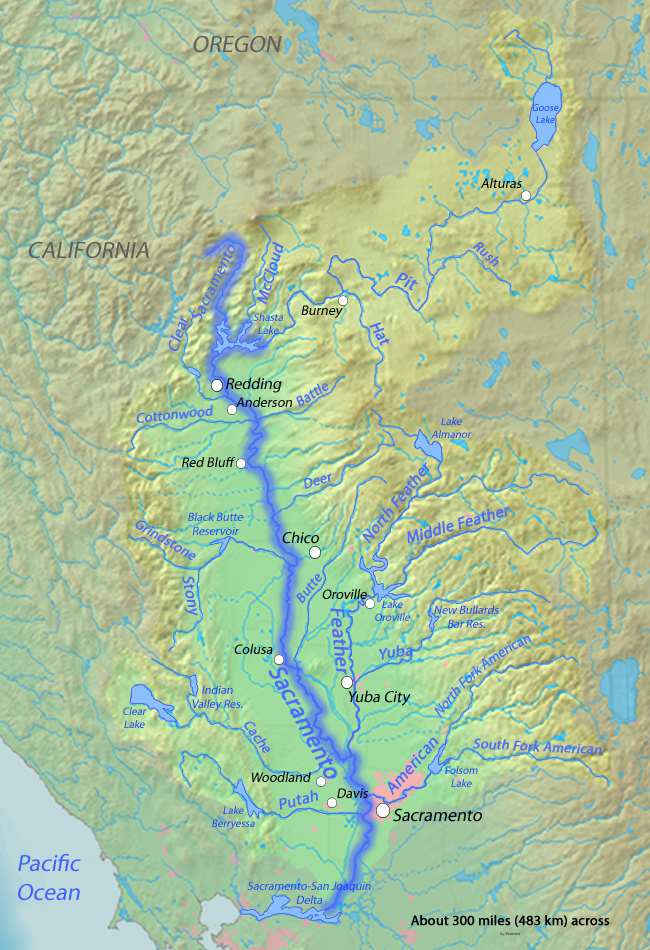
Bassin du Sacramento avec ses affluents

Il se jette dans la baie de San Francisco et forme un delta avec le San Joaquin.

## Affluents
Parmi ses affluents se trouvent les rivières Feather (rg), Pit (rg), McCloud (rg) et American (rg), Cottonwood Creek (rd).

## Aménagements et écologie
Le fleuve est navigable sur la moitié de son cours et notamment jusqu’à la capitale de l’État, Sacramento.

## Histoire
Dans les années 1850, les chercheurs d'or, venus du monde entier, remontent le cours du Sacramento pour rejoindre les mines situées dans l'intérieur des terres.